# Culasi
Culasi (Bayan ng Culasi) är en kommun i Filippinerna. Kommunen ligger på ön Panay, och tillhör provinsen Antique. Folkmängden uppgår till 41 228 invånare år 2015.

## Barangayer
Culasi är indelat i 44 barangayer.
| - Alojipan - Bagacay - Balac-balac - Magsaysay (Balua) - Batbatan Island - Batonan Norte - Batonan Sur - Bita - Bitadton Norte - Bitadton Sur - Buenavista - Buhi - Camancijan - Caridad - Carit-an | - Condes - Esperanza - Fe - Flores - Jalandoni - Janlagasi - Lamputong - Lipata - Malacañang - Malalison Island - Maniguin Island - Naba - Osorio - Paningayan - Centro Poblacion | - Centro Norte (Pob.) - Centro Sur (Pob.) - Salde - San Antonio - San Gregorio - San Juan - San Luis - San Pascual - San Vicente - Simbola - Tigbobolo - Tinabusan - Tomao - Valderama |